# 南壇大眾廟
24°47′52″N 120°58′17″E / 24.797879°N 120.971291°E
南壇大眾廟，位於臺灣新竹市東區頂竹里，農曆七月舉行新竹五十三庄的普渡，有「七月十二人看人」之諺。

## 歷史沿革

### 清治時期

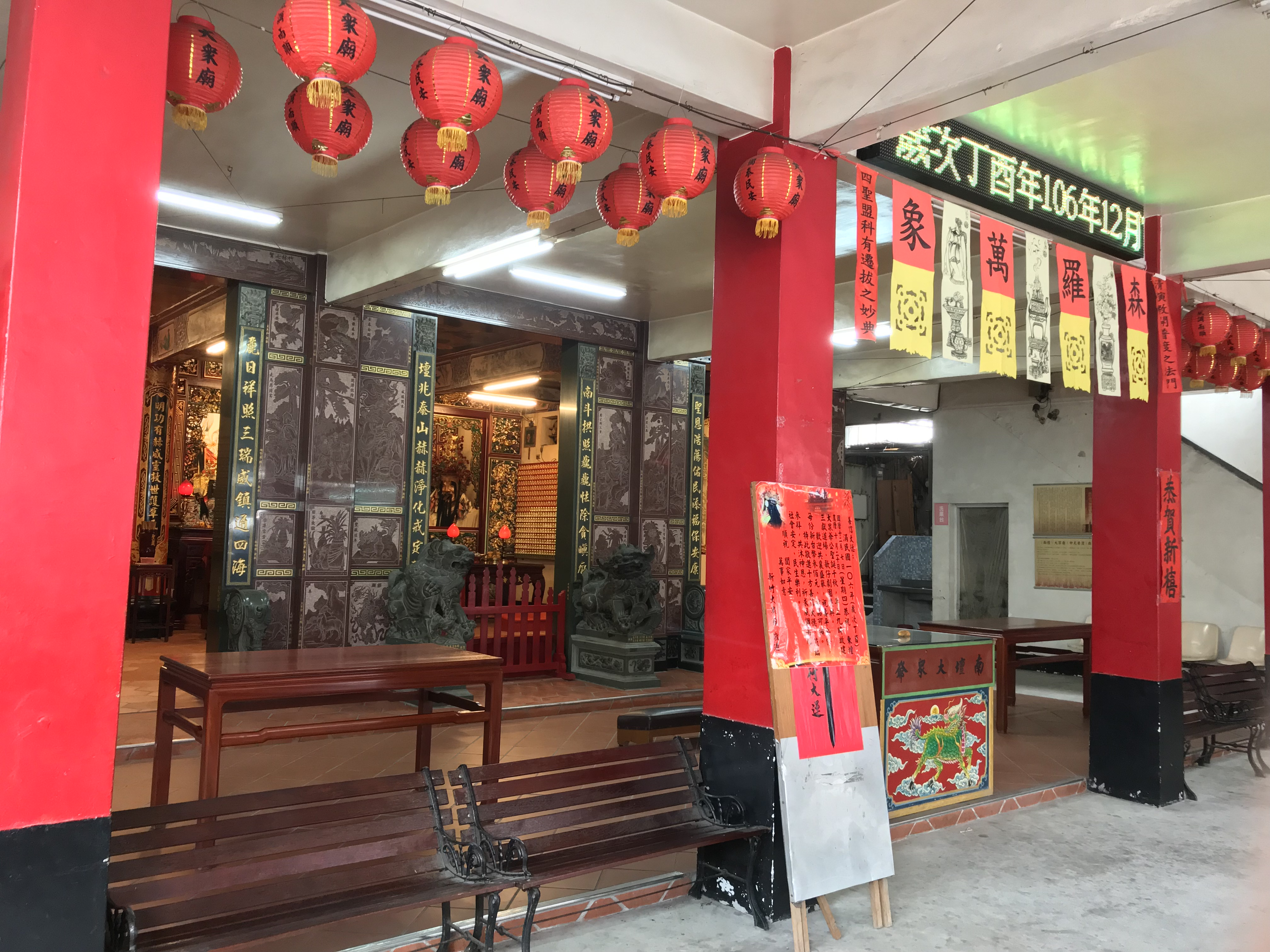
一樓

昔日，竹塹城東南外側，自十八尖山最西邊的虎頭山（今建華里）迤邐而下的山麓曠地和小丘，被設為義塚，有虎頭山塚（今建華國中）、巡司埔尾塚（今竹蓮國小）、中塚（今竹蓮國小操場邊向西到舊市立殯儀館）、枕頭山塚（今新竹公園）。為處理這些無依白骨，遂產生與寄骸納骨有關的廟宇，如乾隆時期已粗建廟宇的南壇大眾廟地就在上述塚地的中心位置，此外竹塹城還有東壇、北壇。
嘉慶十六年（1811年），士紳林紹賢等及塹城郊戶吳振利等捐銀九百三十員，將北莊崙仔尾的水田、與五間房子贈送廟方，作做為中元普渡之用，並請攝理同知楊廷理出示勒石，名為「大眾廟中元祀業碑」。
依北門鄭家後人鄭華生教授撰寫的《新竹鄭利源號典藏古文書》記載，乙未戰爭，鄭如磻用自己從事海口貿易的船艦，將從台北城逃亡至南壇大眾廟附近的粵勇分批遣回家鄉，但最後梯次的粵勇即將成行之際被虎仔山的當地武裝殺害。這些屍骸合葬於廟右側。 　

### 日治時期

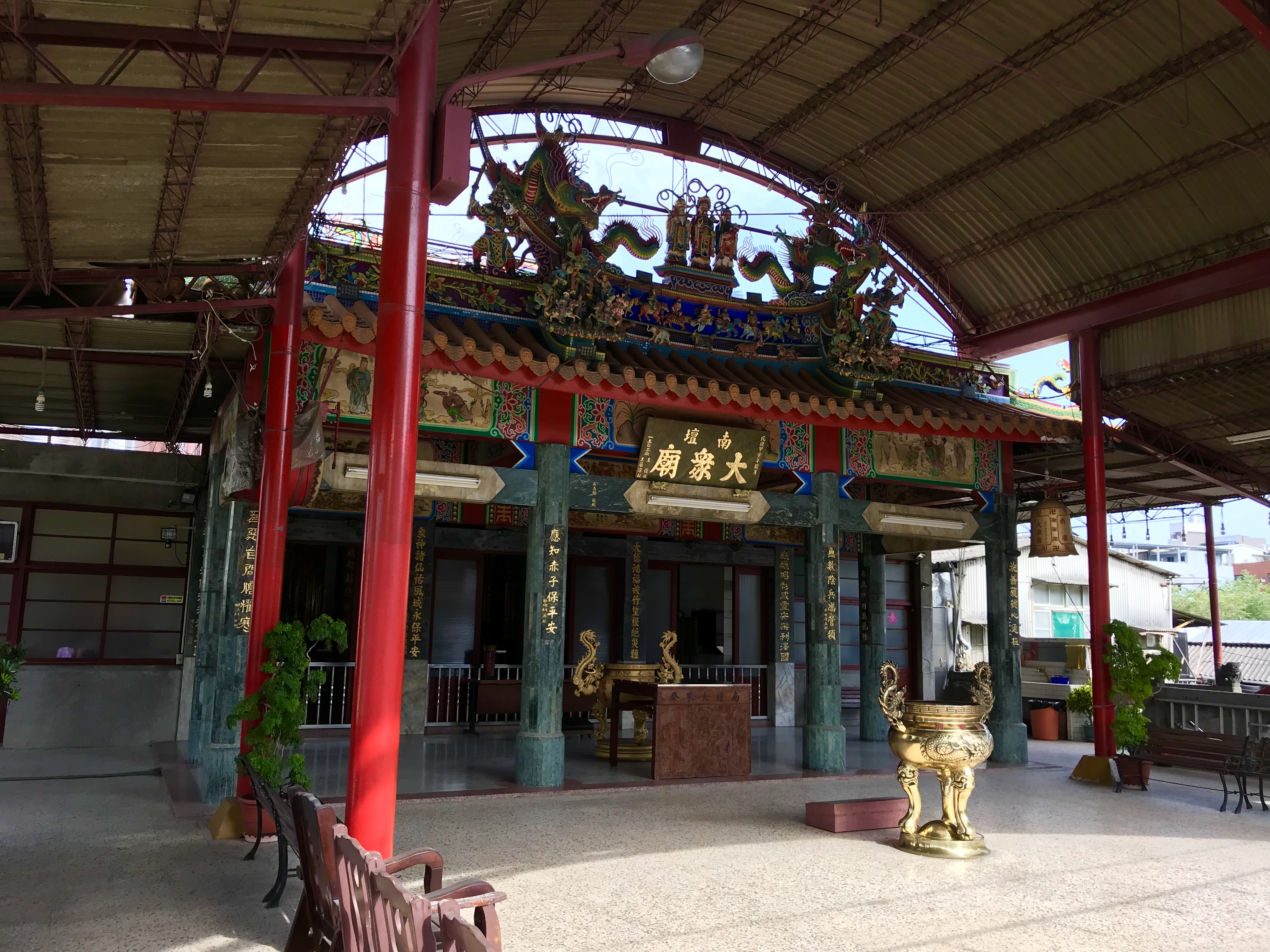
二樓

1901年11月，臨時臺灣土地調查局進行土地登錄時，廟方管理人林爾禎並無契卷及字據，但以大眾廟中元祀業碑所載，得以保全權利。
日治時代初期，東壇、北壇被廢、虎頭山塚等義塚被政府移除作為建設，因此南壇大眾廟後建有納骨所二座，收納此一地區歷次清塚時的無主骸骨。廟方還曾將神像、無主骨灰、骨骸移至新大眾廟。
皇民化運動時期，南壇大眾廟將廟產土地24筆共9,482甲，被迫以「新竹城隍廟」之名寄付給新竹至誠會。該時期，收容被毀的新竹東寧宮的五穀先帝神像。1941年，廟方的崙仔尾土地被日本海軍徵買8,9345甲，僅存黑金町五五六番的祠廟敷地。

### 戰後時期

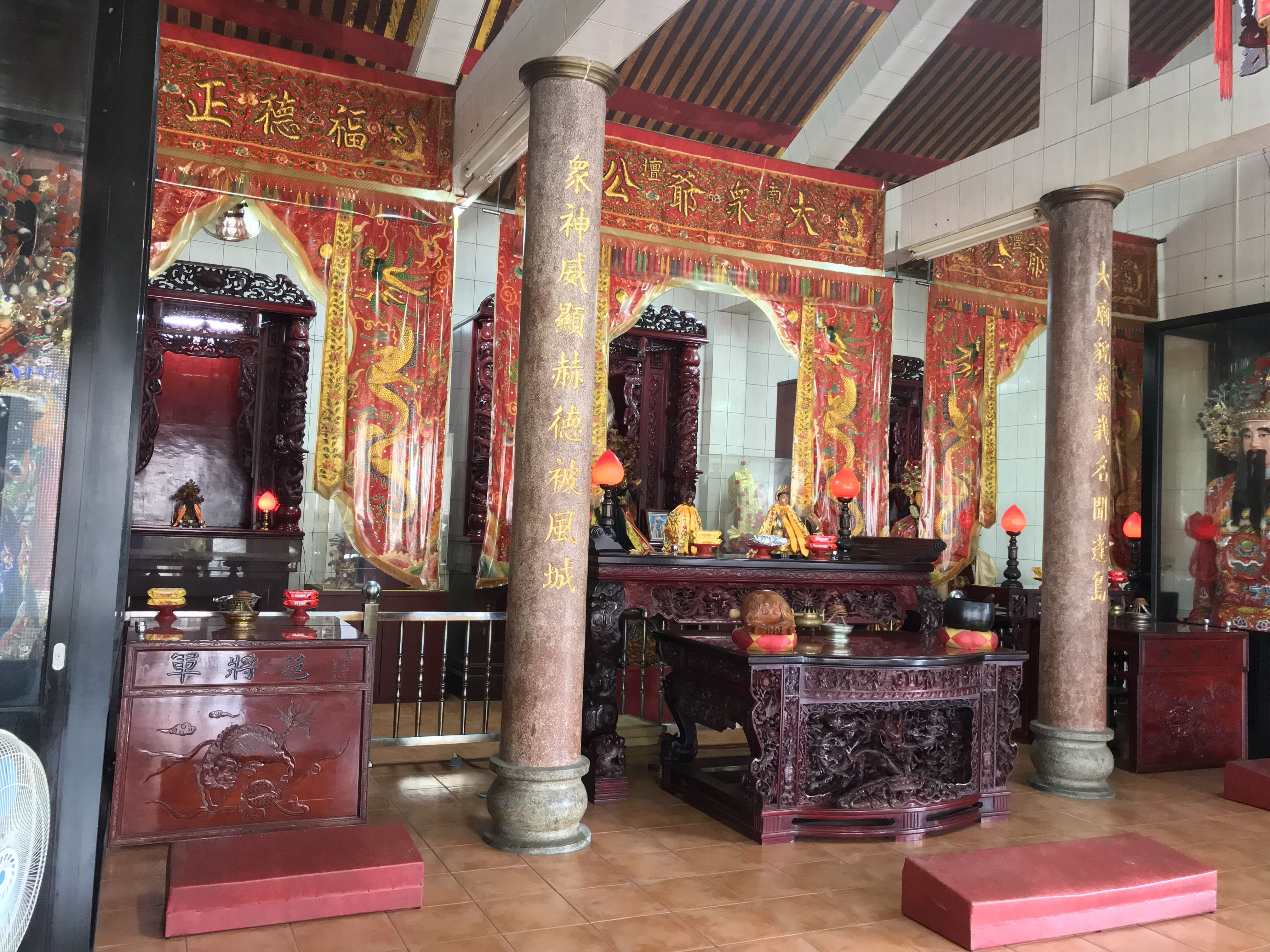
二樓殿內

日本二戰投降，國民政府接管臺灣後，南壇大眾廟乃將放在新大眾廟的神像迎回，而骨灰、骨骸等則依然留在新大眾廟。
1953年，新竹縣長朱盛淇讓「新竹學租財團」登記廟產，大眾廟中元祀業碑所在土地日後遂被變賣。1973年，新竹縣政府建設局以此廟年久失修有倒塌危險，限期拆除，管理人何乾欽取得當時法律上承認之土地所有權之土地使用權證書，並得到縣府核准原地重建。當時有人將石碑重新扶立，卻遭到土地所有人控告侵占，法院以非土地所有人原有之物而不予成立，石碑得以保存，立鐵欄柵保護，後因土地輾轉易手，石碑所在地變成水果攤店面。
在2009年時新聞，學租財團與廟方發生訴訟，導致產生租廟地的攤商被驅離的糾紛。

## 祭祀活動

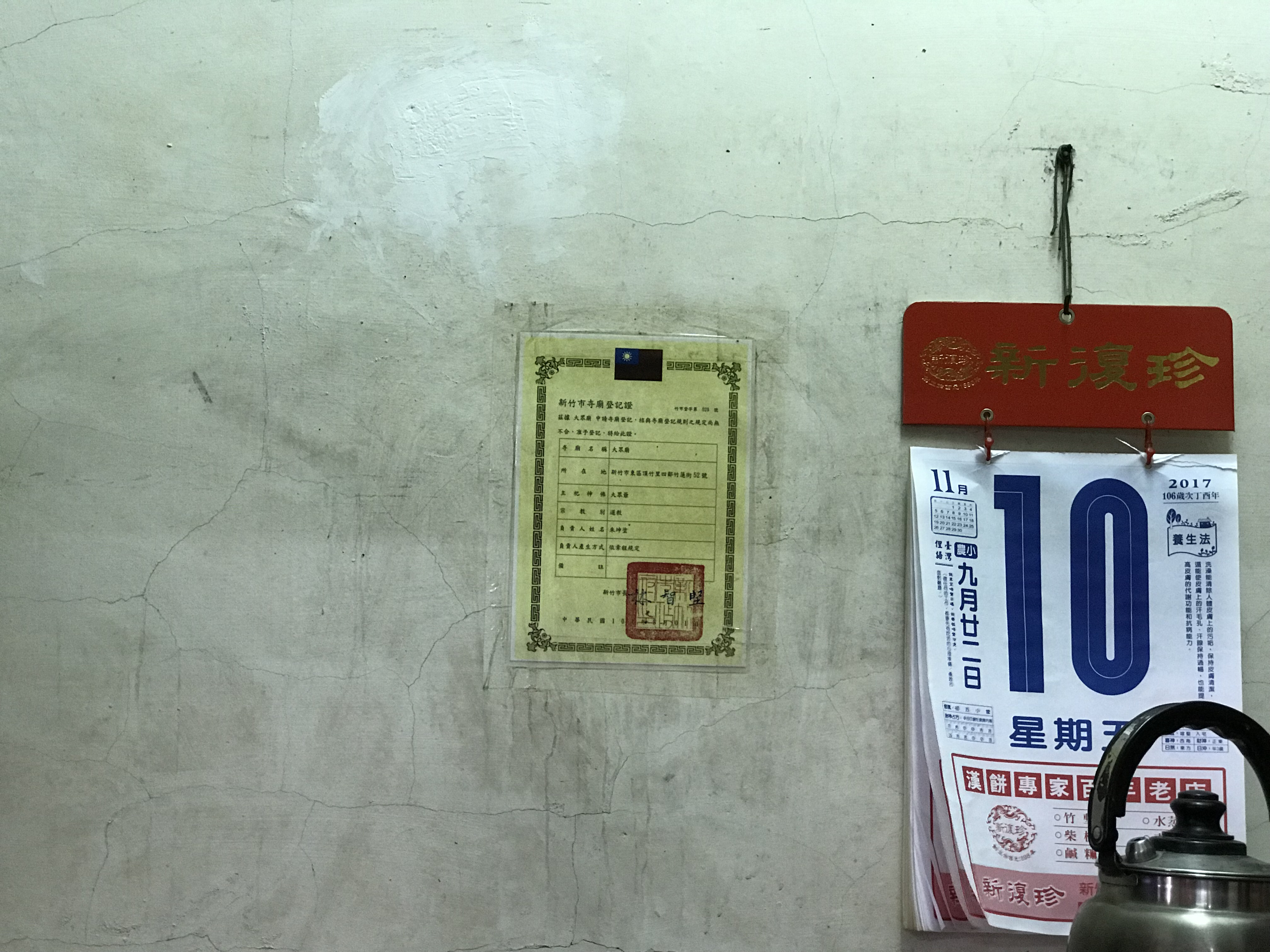
寺廟登記證與日曆

新竹城南門與南門外居民會在此廟舉行中元普渡，主普新竹五十三庄。農曆七月十日先遶境、十一日放水燈，至七月十二日牽血普渡之日，人潮眾多，遂有「七月十二人看人」之諺。

## 外部連結
- 新竹大眾廟的Facebook專頁